# Kwiaton

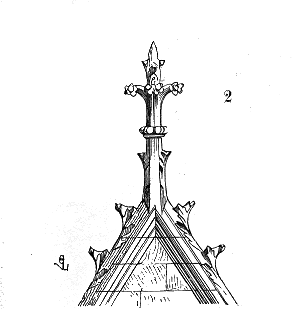
Kwiaton w zwieńczeniu szczytu

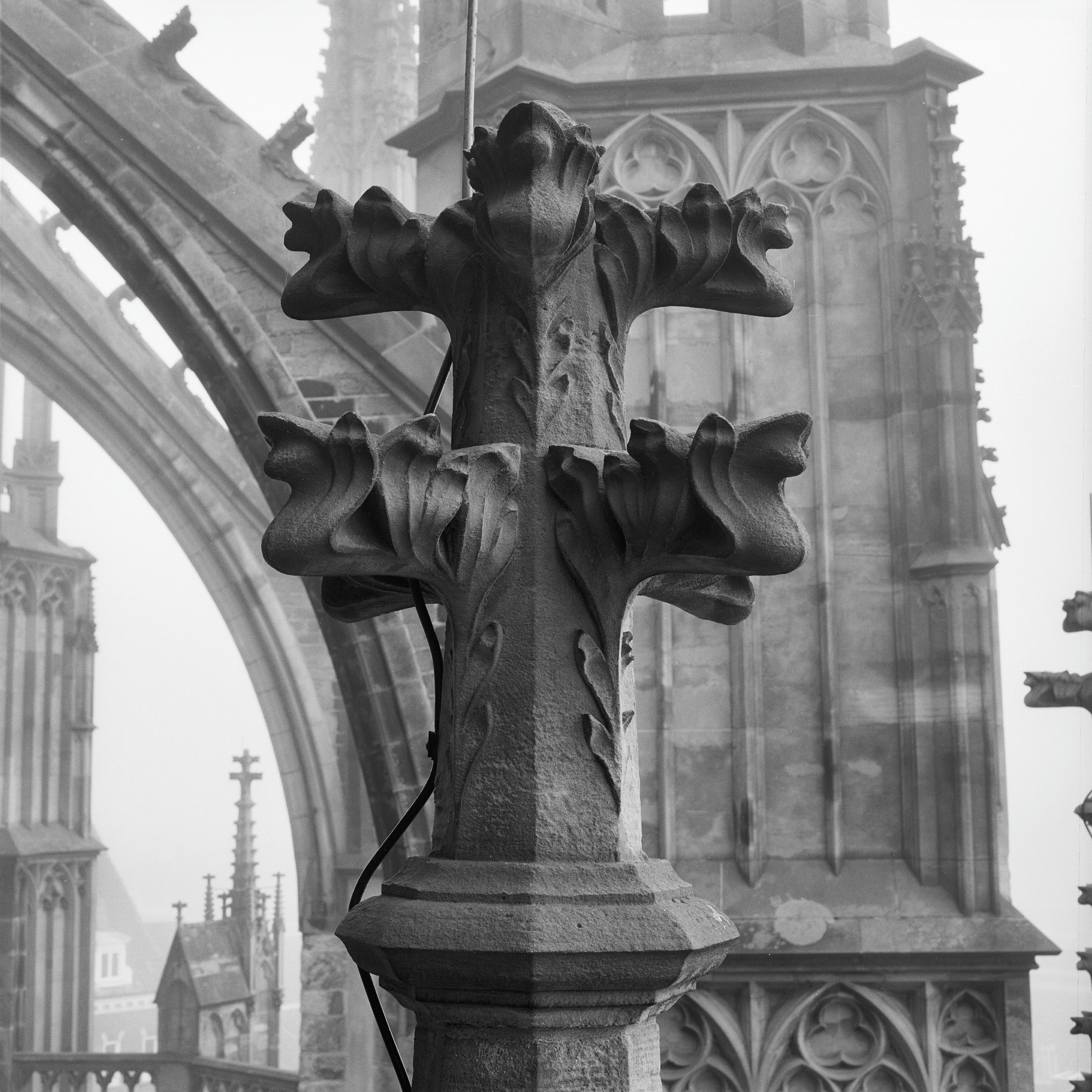
kwiaton

Kwiaton (fr. fleuron) – detal architektoniczny charakterystyczny dla motywów architektury i sztuki gotyku i neogotyku, wykonany w kształcie kwiatu o rozłożonych pączkach w otoczeniu zazwyczaj czterech liści na kilku poziomach, czasem uzupełniany żabkami. 
W architekturze kwiaton stanowił najczęściej zakończenie iglicy będącej zwieńczeniem sterczyny, wimpergi, hełmu wieży, szczytu itp. W sztuce stosowany był w meblarstwie, dekorował ołtarze i sprzęty kościelne, występował też w malarstwie.
Najbogatsze ukształtowanie posiadały kwiatony tworzone w XIII wieku.
Nazwę tę odnosi się również ogólnie do ornamentalnego potraktowania motywu kwiatu lub kwietnego bukietu. 